# Hernando de Soto (dyplomata)
Hernando de Soto (ur. 9 sierpnia 1866 w Jenie - zm. 24 listopada 1928) — amerykański urzędnik konsularny.
Urodził się w Niemczech w rodzinie amerykańskiej. Wstąpił do amerykańskiej służby zagranicznej, w której pełnił cały szereg funkcji - zastępcy konsula w Chemnitz (1889-1891) i Dreźnie (1891-1892), zastępcy konsula generalnego w Dreźnie (1892-1902), wice- i zastępcy konsula w Petersburgu (1902), wicekonsula w Warszawie (1902-1903), wice- i zastępcy konsula gen. w Petersburgu (1903), i St. Gallen (1903-1905), zastępcy konsula gen. w Paryżu (1906-1907), wicekonsula gen. w St. Gallen (1907), konsula w Warszawie (1907-1908), Rydze (1908-1910), Palermo (1910-1914), Warszawie (1914-1917), członka Komisji Amerykańskiej (American Commission) w Berlinie (po I wojnie światowej), konsula w Lipsku (1921-1926).